# 北斗宮
北斗宮（ほくとぐう）は、福岡県嘉麻市にある神社。旧社格は県社。

## 祭神
- 天之御中主神
- 伊邪那岐神
- 伊邪那美神

## 由緒
天智天皇9年（671年）に若木連（わかぎのむらじ）という人物が北斗大明神（北斗七星）を祀るため建立したとされる。
天正6年（1578年）、龍造寺隆信と大友宗麟との戦いで社殿を焼失。
2年後の天正8年（1580年）に秋月種実が社殿を再建する。
慶長5年（1600年）に黒田長政が筑前福岡藩主となってからは筑前十五神の一宮として歴代の藩主から手厚く保護された。
明治4年（1871年）、社名を「下益神社」と改称。
昭和42年（1967年）に現在の社名「北斗宮」に改称する。

## 施設
- 拝殿
- 本殿
- 鳥居

## 摂社
- 大楠神社

神木である樹齢2000年のクスノキを神体として祀っている。
- 恵比須神社
- 玉姫稲荷神社
- 松尾神社